# Paller de Can Magrana
El Paller de Can Magrana és una obra de Sant Joan de Mollet (Gironès) inclosa a l'Inventari del Patrimoni Arquitectònic de Catalunya.

## Descripció
És un edifici de planta rectangular, amb parets de pedra morterada i coberta a partir de cairats, llates i teules i estructurada a dues vessants. La façana principal presenta un gran arc apuntat i dues obertures a la part superior amb un pilar que suporta la biga central de la coberta, ajudant a remarcar l'eix de simetria de la composició.
Edifici que fou construït per emmagatzemar el farratge i la palla. Fou concebut com un element autònom el mas i amb grans obertures per facilitar la ventilació. Aquest element contribueix a configurar l'espai exterior de l'era.